# Centro (portugalský region)
Region Centro (portugalsky Região Centro, výslovnost IPA [ʁɨʒi'ɐ̃ũ 'sẽtɾu]) je region ve středním Portugalsku. Je jedním z pěti hlavních regionů Portugalska (regionů NUTS II). Region má 2 376 609 obyvatel (2005) a rozlohu 28 462 km² (hustota 83 obyvatel na km²). Hlavním městem regionu je Coimbra. Dalšími významnými městy regionu jsou Aveiro, Viseu, Leiria, Covilhã, Castelo Branco, Figueira da Foz, Guarda a Caldas da Rainha. 

## Dělení regionu
Region sestává z osmi meziokresních společeství:
- Oeste
- Região de Aveiro
- Região de Coimbra
- Região de Leiria
- Viseu Dão Lafões
- Beira Baixa
- Médio Tejo
- Beiras e Serra da Estrela